# محمد حسن رحماني
محمد حسن رحماني (حوالي عام 1963 – 7 فبراير 2016)، وكان حاكم ولاية قندهار في فترة حكم طالبان حتى عام 2001 ثم عضوا في المجلس الأعلى لطالبان، ومجلس شورى رحباني.
ولد حسن في ولاية أروزكان حوالي عام 1963، والتحق بمدرسة إسلامية في كويته بباكستان. حارب حسن مع المجاهدين خلال الحرب السوفيتية الأفغانية. وفقد إحدى ساقيه في لغم أرضي، أثناء غارة على قاعدة سوفياتية  في عام 1989، وأصبح يسير على قدم خشبية بعد ذلك.
أصبح حسن حاكم ولاية قندهار من عام 1996 حتى غزو الولايات المتحدة لأفغانستان عام 2001.
بعد الغزو الأمريكي قام زعيم طالبان ملا محمد عمر بتعيين حسن في مجلس الشورى رحباني، المعروف أيضًا باسم مجلس شورى كويته، وانتقل إلى باكستان، حيث كان نشطًا في قيادة طالبان العليا ومقاومة حركة طالبان القوات التي تقودها الولايات المتحدة في أفغانستان. مثّل هو وعضوان آخران في مجلس الشورى حركة طالبان في محادثات السلام مع ممثلي الحكومة الأفغانية التي عُقدت سراً في أورومتشي في الصين مايو 2015.
بعد وفاة ملا عمر، خلفه أختر منصور، وكان حسن أحد كبار قادة طالبان الذين عارضوا مبايعة منصور، أراد حسن أن يكون نجل عمر ملا محمد يعقوب هو الأمير، واعترض على العملية والسرعة التي تمت بها بيعة منصور. وترددت شائعات عن طرد حسن من مجلس الشورى، لكن المتحدث باسم طالبان ذبيح الله مجاهد نفى ذلك.
توفي حسن بالسرطان، في مستشفى في كراتشي، في 7 فبراير 2016. ودُفن في كويته.